# Roberto Sant'Ana
Roberto Sant'Ana (Irará-Bahia, 19 de abril de 1943) é um produtor musical e folclorista brasileiro, responsável pelo lançamento de diversos artistas como Elomar e Fafá de Belém e por ações como ter apresentado Gilberto Gil a Caetano Veloso, e ser um dos criadores do Tropicalismo e da axé music.

## Biografia
Filho de tradicional família do Recôncavo baiano, seu pai foi prefeito da cidade natal, seu tio foi o célebre comunista, mais tarde deputado federal, Fernando Sant'Anna, e primo do músico Tom Zé, com quem teve diversas parcerias.
Mudando-se para Salvador, ali cursa teatro na UFBA e participa do movimento estudantil na UNE, fundando com o primo Tom Zé, em 1961, um departamento de música. Nesta mesma época apresenta Gil a Caetano, e incentiva-os a se dedicarem à arte, algo que ambos, assim como Tom Zé, não queriam fazer. Foi um dos idealizadores do Teatro dos Novos, que renovou o cenário teatral soteropolitano.
Tom Zé já compunha na cidade natal, mas foi o primo quem o fez apresentar-se a primeira vez na capital, num programa de televisão local chamado "Escada Para o Sucesso", onde ele apresentou uma canção que brincava com este título: "Rampa para o Fracasso".
Neste mesmo ano criou o espetáculo "Nós, Por Exemplo..." em que os três amigos citados participaram, ao lado de Fernando Lona, Djalma Corrêa e Emanuel Araújo, que veio a se tornar o núcleo formador do movimento tropicalista, e que inaugurou na capital baiana o Teatro Vila Velha.
Em 1965 passou seis meses no sertão baiano, junto a Augusto Boal, recolhendo material folclórico.
Em 1970 nasce o filho Lucas, que mais tarde se tornaria músico no meio tropicalista (vindo a revelar que o pai nega ter apresentado Gil a Caetano, algo que este último confirma).
Na década de 1970 percorreu o país junto ao percussionista Djalma Corrêa, gravando manifestações folclóricas. Na mesma década foi importante produtor musical da Philips/PolyGram, responsável por discos de artistas como Fafá de Belém (que foi por ele praticamente descoberta), Caetano Veloso, Maria Bethânia, Gal Costa, Quinteto Violado, Alcione, Emílio Santiago e Kleiton e Kledir, entre outros.
Em 1977 produziu o disco "Refavela", de Gilberto Gil, junto a quem participaria da trilha sonora do filme "Eu, Tu, Eles", em 2000. Neste ano, produziu e lançou o "CD-tributo 'Jorge Amado - letra e música'", do qual participam diversos artistas, inclusive antigos participantes do movimento tropicalista.
Em 1993, foi homenageado por Gilberto Gil com a composição "Baião atemporal".